# Liste der Baudenkmale in Bad Fallingbostel
In der Liste der Baudenkmale in Bad Fallingbostel sind alle Baudenkmale der niedersächsischen Gemeinde Bad Fallingbostel (Landkreis Heidekreis). Der Stand der Liste ist das Jahr 2001.

## Allgemein
In den Spalten befinden sich folgende Informationen:
- Lage: die Adresse des Baudenkmales und die geographischen Koordinaten. Kartenansicht, um Koordinaten zu setzen. In der Kartenansicht sind Baudenkmale ohne Koordinaten mit einem roten Marker dargestellt und können in der Karte gesetzt werden. Baudenkmale ohne Bild sind mit einem blauen Marker gekennzeichnet, Baudenkmale mit Bild mit einem grünen Marker.
- Bezeichnung: Bezeichnung des Baudenkmales
- Beschreibung: die Beschreibung des Baudenkmales. Unter § 3 Abs. 2 NDSchG werden Einzeldenkmale und unter § 3 Abs. 3 NDSchG Gruppen baulicher Anlagen und deren Bestandteile ausgewiesen.
- ID: die Objekt-ID des Baudenkmales
- Bild: ein Bild des Baudenkmales, ggf. zusätzlich mit einem Link zu weiteren Fotos des Baudenkmals im Medienarchiv Wikimedia Commons. Wenn man auf das Kamerasymbol klickt, können Fotos zu Baudenkmalen aus dieser Liste hochgeladen werden:

## Baudenkmale in den Ortsteilen

### Bad Fallingbostel
| Lage                                             | Bezeichnung              | Beschreibung                                      | ID                              | Bild           |
| ------------------------------------------------ | ------------------------ | ------------------------------------------------- | ------------------------------- | -------------- |
| Düshorner Straße 5 52° 51′ 55″ N, 9° 41′ 29″ O   | Hof                      |                                                   | 32775847                        | BW             |
| Düshorner Straße 10 52° 51′ 50″ N, 9° 41′ 19″ O  | Wohnhaus                 |                                                   | 32775235                        | BW             |
| Düshorner Straße 22 52° 51′ 47″ N, 9° 41′ 10″ O  | Wohnhaus                 |                                                   | 32772179                        | BW             |
| Grünanlage Osterberg 52° 51′ 51″ N, 9° 42′ 0″ O  | Kriegerdenkmal           |                                                   | 32775669                        | BW             |
| Heinrichsstraße 52° 51′ 52″ N, 9° 42′ 1″ O       | Grünanlage Osterberg     | nicht mehr im Denkmalatlas verzeichnet (02.10.21) |                                 | BW             |
| Heinrichsstraße 23 52° 51′ 47″ N, 9° 41′ 48″ O   | ehem. Katasteramt        |                                                   | 32771734                        |                |
| Hindenburgstraße 8 52° 51′ 52″ N, 9° 41′ 50″ O   | Wohn-/Wirtschaftsgebäude |                                                   | 32770298                        | BW             |
| Hindenburgstraße 10 52° 51′ 50″ N, 9° 41′ 50″ O  | Wohn-/Wirtschaftsgebäude |                                                   | 32770320                        | BW             |
| Hindenburgstraße 11 52° 51′ 51″ N, 9° 41′ 51″ O  | Wohnhaus                 |                                                   | 32772268                        | BW             |
| Hindenburgstraße 12 52° 51′ 49″ N, 9° 41′ 49″ O  | Wohn-/Wirtschaftsgebäude |                                                   | 32771563                        | BW             |
| Hindenburgstraße 13 52° 51′ 50″ N, 9° 41′ 51″ O  | Wohnhaus                 |                                                   | 32774349                        | BW             |
| Hindenburgstraße 14 52° 51′ 48″ N, 9° 41′ 48″ O  | Wohn-/Wirtschaftsgebäude |                                                   | 32771587                        | BW             |
| Kampgartenstraße 5 52° 51′ 53″ N, 9° 41′ 21″ O   | Wohnhaus                 |                                                   | 32772802                        | BW             |
| Kirchplatz 9 52° 51′ 59″ N, 9° 41′ 40″ O         | Ev. Kirche St. Dionysius |                                                   | 32771381                        | Weitere Bilder |
| Grünanlage Osterberg 52° 51′ 51″ N, 9° 42′ 1″ O  | Mausoleum                | Schmidt / Quintus                                 | 32775689/1/-/ 32771203 32775689 | BW             |
| Michelsenstraße 1 52° 52′ 4″ N, 9° 41′ 44″ O     | Forsthaus                |                                                   | 32773523                        |                |
| Michelsenstraße 6 52° 52′ 9″ N, 9° 41′ 46″ O     | Wohnhaus                 |                                                   | 32774046                        | BW             |
| Quintusstraße 1 52° 51′ 57″ N, 9° 41′ 58″ O      | Wohnhaus                 |                                                   | 32775712                        | BW             |
| Quintusstraße 3 52° 51′ 58″ N, 9° 42′ 0″ O       | Wohnhaus                 |                                                   | 32775599                        | BW             |
| Scharnhorststraße 4 52° 51′ 54″ N, 9° 41′ 37″ O  | Wohn-/Wirtschaftsgebäude |                                                   | 32771517                        | BW             |
| Scharnhorststraße 12 52° 51′ 52″ N, 9° 41′ 39″ O | Treppenspeicher          |                                                   | 32773142/1/-/ 32770222 32773142 | BW             |
| Soltauer Straße 52° 52′ 24″ N, 9° 42′ 24″ O      | Gedenksteine             | Freudenthal Denkmal                               | 32773187                        | BW             |
| Soltauer Straße 1 52° 52′ 3″ N, 9° 41′ 43″ O     | Speicher                 |                                                   | 32772019                        | BW             |
| Soltauer Straße 8 52° 52′ 6″ N, 9° 41′ 50″ O     | Speicher                 |                                                   | 32771225                        | BW             |
| Soltauer Straße 21 52° 52′ 15″ N, 9° 41′ 54″ O   | Gaststätte               | Ehem. Hotel "Zum Böhmetal"                        | 32772154                        | BW             |
| Soltauer Straße 24 52° 52′ 13″ N, 9° 42′ 2″ O    | Hof                      | Gedenkstätte Hof d. "Heidmark"                    | 32770781                        | BW             |
| Soltauer Straße 24 52° 52′ 13″ N, 9° 42′ 2″ O    | Backhaus                 | Gedenkstätte Hof d. "Heidmark"                    | 32773568                        | BW             |
| Soltauer Straße 24 52° 52′ 13″ N, 9° 42′ 2″ O    | Treppenspeicher          | Gedenkstätte Hof d. "Heidmark"                    | 32770804                        | BW             |
| Soltauer Straße 24 52° 52′ 13″ N, 9° 42′ 2″ O    | Treppenspeicher          | Gedenkstätte Hof d. "Heidmark"                    | 32773547                        | BW             |
| Soltauer Straße 24 52° 52′ 13″ N, 9° 42′ 2″ O    | Bienenzaun               | Gedenkstätte Hof d. "Heidmark"                    | 32774177                        | BW             |
| Soltauer Straße 24 52° 52′ 13″ N, 9° 42′ 2″ O    | Bleichhütte              | Gedenkstätte Hof d. "Heidmark"                    | 32774116                        | BW             |
| Soltauer Straße 31 52° 52′ 19″ N, 9° 41′ 57″ O   | Villa                    |                                                   | 32770756                        | BW             |
| Untergrünhagen 5 52° 52′ 12″ N, 9° 42′ 55″ O     | Speicher                 |                                                   | 32772911                        | BW             |
| Walsroder Straße 17 52° 51′ 58″ N, 9° 41′ 24″ O  | Wohnhaus                 |                                                   | 32772375                        | BW             |
| Walsroder Straße 21 52° 51′ 59″ N, 9° 41′ 19″ O  | Wohnhaus                 |                                                   | 32772398                        | BW             |
| Walsroder Straße 26 52° 51′ 58″ N, 9° 41′ 12″ O  | Wohnhaus                 |                                                   | 32774649                        | BW             |
| Vogteistraße 14a 52° 51′ 56″ N, 9° 41′ 53″ O     | Wohn-/Wirtschaftsgebäude |                                                   | 32770586                        | BW             |

### Dorfmark
| Lage                                          | Bezeichnung              | Beschreibung                                                              | ID       | Bild           |
| --------------------------------------------- | ------------------------ | ------------------------------------------------------------------------- | -------- | -------------- |
| Allermannstraße 15 52° 54′ 8″ N, 9° 45′ 55″ O | Wohn-/Wirtschaftsgebäude |                                                                           | 32770547 | BW             |
| Allermannstraße 17 52° 54′ 8″ N, 9° 45′ 53″ O | Wohn-/Wirtschaftsgebäude | Ehem. Deputathaus                                                         | 32776706 | BW             |
| Am Friedhof 52° 54′ 24″ N, 9° 46′ 27″ O       | Kapelle                  |                                                                           | 32770120 |                |
| Großer Hof 2 52° 54′ 14″ N, 9° 46′ 17″ O      | Wohnhaus                 |                                                                           | 32773847 | BW             |
| Großer Hof 2 52° 54′ 14″ N, 9° 46′ 17″ O      | Stall                    |                                                                           | 32773868 | BW             |
| Hauptstraße 52° 54′ 9″ N, 9° 46′ 8″ O         | Kirche                   |                                                                           | 32773911 | Weitere Bilder |
| Hauptstraße 52° 54′ 18″ N, 9° 46′ 3″ O        | Pfarrhof                 |                                                                           | 32774521 |                |
| Hauptstraße 52° 54′ 18″ N, 9° 46′ 3″ O        | Glockenturm              |                                                                           | 32776992 | BW             |
| Hauptstraße 12 52° 54′ 17″ N, 9° 46′ 3″ O     | Wohn- und Geschäftshaus  |                                                                           | 32772735 | BW             |
| Hauptstraße 14 52° 54′ 16″ N, 9° 46′ 9″ O     | Wohn- und Geschäftshaus  |                                                                           | 32773887 | BW             |
| Kirchdamm 2 52° 54′ 16″ N, 9° 46′ 1″ O        | Backhaus                 | Pastorenbackhaus. Erbaut ca. 1648.                                        | 32776377 |                |
| Hauptstraße 52° 54′ 17″ N, 9° 45′ 58″ O       | Speicher                 | Treppenspeicher von 1797. Ursprünglicher Standort bis 2012: Marktstraße 6 | 32773690 |                |
| Bürgerpark 52° 54′ 7″ N, 9° 46′ 11″ O         | Kriegerdenkmal           |                                                                           | 32771271 | BW             |
| Weißer Sand 52° 54′ 24″ N, 9° 47′ 24″ O       | Kriegerdenkmal           |                                                                           | 32773958 | BW             |

### Dorfmark/Fischendorf
| Lage                                               | Bezeichnung              | Beschreibung                                      | ID                              | Bild |
| -------------------------------------------------- | ------------------------ | ------------------------------------------------- | ------------------------------- | ---- |
| Düshop 3 52° 53′ 38″ N, 9° 45′ 17″ O               | Hof                      | nicht mehr im Denkmalatlas verzeichnet (03.10.21) |                                 | BW   |
| Fischendorfer Straße 3 52° 53′ 49″ N, 9° 45′ 41″ O | Wohnhaus                 |                                                   | 32774330                        | BW   |
| Fischendorfer Straße 3 52° 53′ 49″ N, 9° 45′ 43″ O | Scheune                  |                                                   | 32770180                        | BW   |
| Fischendorfer Straße 3 52° 53′ 48″ N, 9° 45′ 43″ O | Schafstall               |                                                   | 32770201                        | BW   |
| Fischendorfer Straße 5 52° 53′ 51″ N, 9° 45′ 43″ O | Wohn-/Wirtschaftsgebäude |                                                   | 32774025                        | BW   |
| Fischendorfer Straße 5 52° 53′ 50″ N, 9° 45′ 43″ O | Stall                    |                                                   | 32774307                        | BW   |
| Fischendorfer Straße 5 52° 53′ 50″ N, 9° 45′ 42″ O | Treppenspeicher          |                                                   | 32774286                        | BW   |
| Fischendorfer Straße 5 52° 53′ 50″ N, 9° 45′ 42″ O | Stall                    | Schweinestall                                     | 32771316                        | BW   |
| Hauptstraße 65 52° 53′ 49″ N, 9° 45′ 55″ O         | Stall                    | Sogen. "Bullenstall"                              | 32771629                        | BW   |
| Hauptstraße 65 52° 53′ 49″ N, 9° 45′ 55″ O         | Scheune                  |                                                   | 32771650                        | BW   |
| Hauptstraße 65 52° 53′ 49″ N, 9° 45′ 55″ O         | Wohn-/Wirtschaftsgebäude |                                                   | 32775780                        | BW   |
| Hauptstraße 65 52° 53′ 49″ N, 9° 45′ 55″ O         | Treppenspeicher          |                                                   | 32775826/1/-/ 32775805 32775826 | BW   |
| Hauptstraße 68 52° 53′ 52″ N, 9° 45′ 57″ O         | Scheune                  |                                                   | 32773667                        | BW   |
| Hauptstraße 68 52° 53′ 52″ N, 9° 45′ 57″ O         | Speicher                 |                                                   | 32771337                        | BW   |
| Hauptstraße 74 52° 53′ 48″ N, 9° 45′ 52″ O         | Stall                    |                                                   | 32774500                        | BW   |
| Poststraße 1 52° 53′ 58″ N, 9° 46′ 8″ O            | Wohnhaus                 |                                                   | 32771475                        | BW   |
| Poststraße 3 52° 53′ 58″ N, 9° 46′ 9″ O            | Wohnhaus                 |                                                   | 32771496                        | BW   |
| Poststraße 4 52° 53′ 57″ N, 9° 46′ 6″ O            | Postgebäude              |                                                   | 32775278                        | BW   |
| Poststraße 6 52° 53′ 56″ N, 9° 46′ 6″ O            | Wohnhaus                 |                                                   | 32773713                        | BW   |
| Zum Bürgerpark 5 52° 54′ 1″ N, 9° 46′ 1″ O         | Wohnhaus                 |                                                   | 32775576                        | BW   |
| Zum Bürgerpark 9 52° 54′ 3″ N, 9° 46′ 1″ O         | Wohnhaus                 |                                                   | 32775553                        | BW   |
| Bargmannstraße 2 52° 53′ 50″ N, 9° 45′ 49″ O       | Wohn-/Wirtschaftsgebäude |                                                   | 32771360                        | BW   |
| Bargmannstraße 2 52° 53′ 50″ N, 9° 45′ 49″ O       | Stall                    |                                                   | 32771454                        | BW   |

### Dorfmark/Westendorf
| Lage                                                              | Bezeichnung             | Beschreibung          | ID                              | Bild |
| ----------------------------------------------------------------- | ----------------------- | --------------------- | ------------------------------- | ---- |
| Eichenwinkel 6 52° 54′ 21″ N, 9° 45′ 23″ O                        | Schweinestall           |                       | 32770526                        | BW   |
| Landratenhof 1 52° 54′ 14″ N, 9° 45′ 37″ O                        | Gut                     |                       | 32774543                        | BW   |
| Landratenhof 2/3 52° 54′ 13″ N, 9° 45′ 33″ O                      | Wohnhaus                |                       | 32774586/1/-/ 32774565 32774586 | BW   |
| Visselhöveder Straße 2 52° 54′ 18″ N, 9° 45′ 45″ O                | Wohn- und Geschäftshaus |                       | 32772777                        | BW   |
| Visselhöveder Straße 3 52° 54′ 16″ N, 9° 45′ 35″ O                | Scheune                 |                       | 32776048                        | BW   |
| Visselhöveder Straße 7 52° 54′ 17″ N, 9° 45′ 8″ O                 | Scheune                 | Querdurchfahrtscheune | 32776293                        | BW   |
| Visselhöveder Straße 16 52° 54′ 18″ N, 9° 45′ 25″ O               | Speicher                |                       | 32776331                        | BW   |
| Westendorfer Straße 46/Allermannstraße 52° 54′ 9″ N, 9° 45′ 37″ O | Mühle                   |                       | 32775325                        | BW   |
| Westendorfer Straße 46/Allermannstraße 52° 54′ 9″ N, 9° 45′ 37″ O | Wohnhaus                |                       | 32775301                        | BW   |
| Allermannstraße 27 52° 54′ 9″ N, 9° 45′ 37″ O                     | Speicher                |                       | 45566096                        | BW   |
| Westendorfer Straße 46 52° 54′ 9″ N, 9° 45′ 37″ O                 | Brücke                  |                       | 32776356                        | BW   |
| Allermannstraße 52° 54′ 9″ N, 9° 45′ 37″ O                        | Wehr                    |                       | 32773363                        | BW   |
| Westendorfer Straße 80 52° 54′ 43″ N, 9° 46′ 20″ O                | Wohnhaus                |                       | 32774607                        | BW   |
| Westendorfer Straße 80 52° 54′ 42″ N, 9° 46′ 20″ O                | Scheune                 | Querdurchfahrtscheune | 32774799                        | BW   |
| Westendorfer Straße 80 52° 54′ 42″ N, 9° 46′ 21″ O                | Werkstatt               |                       | 32774778                        | BW   |
| Westendorfer Straße 80 52° 54′ 44″ N, 9° 46′ 20″ O                | Werkstatt               |                       | 32774628                        | BW   |

### Dorfmark/Winkelhausen
| Lage                                         | Bezeichnung | Beschreibung | ID       | Bild |
| -------------------------------------------- | ----------- | ------------ | -------- | ---- |
| Rieper Straße 12 52° 54′ 34″ N, 9° 45′ 37″ O | Backhaus    |              | 32775011 |      |
| Rieper Straße 16 52° 54′ 42″ N, 9° 45′ 40″ O | Speicher    |              | 32771671 |      |
| Rieper Straße 20 52° 54′ 54″ N, 9° 45′ 48″ O | Speicher    |              | 32772558 |      |

### Jettebruch
| Lage                                      | Bezeichnung              | Beschreibung | ID       | Bild |
| ----------------------------------------- | ------------------------ | ------------ | -------- | ---- |
| Jettebruch 1 52° 56′ 0″ N, 9° 47′ 20″ O   | Wohn-/Wirtschaftsgebäude |              | 32772712 | BW   |
| Jettebruch 1 52° 56′ 1″ N, 9° 47′ 20″ O   | Schweinestall            |              | 32772317 | BW   |
| Jettebruch 1 52° 56′ 2″ N, 9° 47′ 21″ O   | Schafstall               |              | 32772296 | BW   |
| Jettebruch 2 52° 55′ 56″ N, 9° 47′ 53″ O  | Altenteil                |              | 32770688 | BW   |
| Jettebruch 2 52° 56′ 0″ N, 9° 47′ 40″ O   | Schafstall               |              | 32770625 | BW   |
| Jettebruch 2 52° 56′ 0″ N, 9° 47′ 40″ O   | Scheune                  |              | 32770646 | BW   |
| Jettebruch 2 52° 56′ 1″ N, 9° 47′ 44″ O   | Schweinestall            |              | 32770667 | BW   |
| Jettebruch 2 52° 56′ 1″ N, 9° 47′ 44″ O   | Speicher                 |              | 32773780 | BW   |
| Jettebruch 4 52° 55′ 46″ N, 9° 47′ 52″ O  | Speicher                 |              | 32775186 | BW   |
| Jettebruch 5 52° 55′ 48″ N, 9° 47′ 48″ O  | Speicher                 |              | 32772511 | BW   |
| Jettebruch 7 52° 55′ 47″ N, 9° 47′ 44″ O  | Wohn-/Wirtschaftsgebäude |              | 32775160 | BW   |
| Jettebruch 7 52° 55′ 46″ N, 9° 47′ 46″ O  | Backhaus                 |              | 32773589 | BW   |
| Jettebruch 10 52° 56′ 12″ N, 9° 47′ 15″ O | Speicher                 |              | 32772689 | BW   |

### Fuhrhop
| Lage                                  | Bezeichnung              | Beschreibung | ID       | Bild |
| ------------------------------------- | ------------------------ | ------------ | -------- | ---- |
| Bömme 4 52° 55′ 35″ N, 9° 48′ 32″ O   | Sägemühle                |              | 32773052 | BW   |
| Bömme 4 52° 55′ 34″ N, 9° 48′ 29″ O   | Backhaus                 |              | 32772084 | BW   |
| Bömme 4 52° 55′ 33″ N, 9° 48′ 29″ O   | Speicher                 |              | 32772867 | BW   |
| Bömme 4 52° 55′ 32″ N, 9° 48′ 32″ O   | Scheune                  |              | 32772063 | BW   |
| Bömme 4 52° 55′ 32″ N, 9° 48′ 33″ O   | Stall                    |              | 32772042 | BW   |
| Bömme 4 52° 55′ 32″ N, 9° 48′ 33″ O   | Speicher                 |              | 32773078 | BW   |
| Bömme 4 52° 55′ 35″ N, 9° 48′ 34″ O   | Wohn-/Wirtschaftsgebäude |              | 32772224 | BW   |
| Bömme 4 52° 55′ 36″ N, 9° 48′ 35″ O   | Wohn-/Wirtschaftsgebäude |              | 32772202 | BW   |
| Bömme 4 52° 55′ 38″ N, 9° 48′ 36″ O   | Wohn-/Wirtschaftsgebäude |              | 32772246 | BW   |
| Bömme 4 52° 55′ 38″ N, 9° 48′ 39″ O   | Wohn-/Wirtschaftsgebäude |              | 32772105 | BW   |
| Fuhrhop 2 52° 55′ 40″ N, 9° 49′ 16″ O | Speicher                 |              | 32771405 | BW   |
| Fuhrhop 3 52° 55′ 45″ N, 9° 49′ 14″ O | Scheune                  |              | 32776643 | BW   |

### Mengebostel
| Lage                                       | Bezeichnung              | Beschreibung            | ID       | Bild |
| ------------------------------------------ | ------------------------ | ----------------------- | -------- | ---- |
| Mengebostel 2 52° 55′ 30″ N, 9° 46′ 32″ O  | Wohn-/Wirtschaftsgebäude |                         | 32776175 | BW   |
| Mengebostel 2 52° 55′ 30″ N, 9° 46′ 34″ O  | Scheune                  | Längsdurchfahrtsscheune | 32772467 | BW   |
| Mengebostel 2 52° 55′ 30″ N, 9° 46′ 31″ O  | Schweinestall            | Längsdurchfahrtsscheune | 32772490 | BW   |
| Mengebostel 3 52° 55′ 31″ N, 9° 46′ 28″ O  | Hof                      |                         |          | BW   |
| Mengebostel 4 52° 55′ 12″ N, 9° 46′ 33″ O  | Wohnhaus                 |                         | 32775386 | BW   |
| Mengebostel 6 52° 55′ 17″ N, 9° 46′ 45″ O  | Speicher                 |                         | 32775209 | BW   |
| Mengebostel 6 52° 55′ 19″ N, 9° 46′ 43″ O  | Scheune                  |                         | 32775430 | BW   |
| Mengebostel 6a 52° 55′ 22″ N, 9° 46′ 40″ O | Häuslingshaus            |                         | 32773497 | BW   |
| Mengebostel 7 52° 55′ 9″ N, 9° 45′ 54″ O   | Speicher                 |                         |          | BW   |
| Mengebostel 8 52° 55′ 9″ N, 9° 45′ 58″ O   | Scheune                  | Querdurchfahrtscheune   | 32773277 | BW   |
| Mengebostel 8 52° 55′ 11″ N, 9° 45′ 56″ O  | Stall                    |                         | 32775532 | BW   |
| Mengebostel 8 52° 55′ 10″ N, 9° 46′ 0″ O   | Deputatshaus             |                         | 32771428 | BW   |
| Mengebostel 8 52° 55′ 11″ N, 9° 46′ 1″ O   | Speicher                 |                         | 32774695 | BW   |

### Riepe
| Lage                                 | Bezeichnung              | Beschreibung | ID       | Bild |
| ------------------------------------ | ------------------------ | ------------ | -------- | ---- |
| Riepe 1 52° 56′ 39″ N, 9° 44′ 52″ O  | Wohnhaus                 |              | 32771009 | BW   |
| Riepe 1 52° 56′ 39″ N, 9° 44′ 50″ O  | Stall                    |              | 32775893 | BW   |
| Riepe 1 52° 56′ 39″ N, 9° 44′ 50″ O  | Stall                    |              | 32775893 | BW   |
| Riepe 1 52° 56′ 37″ N, 9° 44′ 50″ O  | Stall                    |              | 32775915 | BW   |
| Riepe 2 52° 56′ 17″ N, 9° 44′ 0″ O   | Wohn-/Wirtschaftsgebäude |              | 32771247 | BW   |
| Riepe 3 52° 56′ 9″ N, 9° 43′ 45″ O   | Speicher                 |              | 32776576 | BW   |
| Riepe 4 52° 56′ 6″ N, 9° 43′ 36″ O   | Stall                    |              | 32773406 | BW   |
| Riepe 5 52° 56′ 54″ N, 9° 43′ 31″ O  | Stall                    |              | 32773428 | BW   |
| Riepe 6 52° 56′ 47″ N, 9° 43′ 4″ O   | Stall                    |              | 32774445 | BW   |
| Riepe 7 52° 56′ 56″ N, 9° 42′ 38″ O  | Speicher                 |              | 32775646 | BW   |
| Riepe 7 52° 56′ 57″ N, 9° 42′ 42″ O  | Stall                    |              | 32774398 | BW   |
| Riepe 8 52° 56′ 0″ N, 9° 43′ 29″ O   | Hof                      |              |          | BW   |
| Riepe 9 52° 55′ 55″ N, 9° 42′ 59″ O  | Wohnhaus                 |              | 32774421 | BW   |
| Riepe 9 52° 55′ 57″ N, 9° 43′ 3″ O   | Erdkeller                |              | 32773736 | BW   |
| Riepe 9 52° 55′ 56″ N, 9° 43′ 5″ O   | Brunnen                  |              | 32773758 | BW   |
| Riepe 10 52° 56′ 9″ N, 9° 43′ 35″ O  | Wohn-/Wirtschaftsgebäude |              | 32776219 | BW   |
| Riepe 10 52° 56′ 9″ N, 9° 43′ 35″ O  | Scheune                  |              | 32773211 | BW   |
| Riepe 10 52° 56′ 10″ N, 9° 43′ 33″ O | Stall                    |              | 32771541 | BW   |
| Riepe 10 52° 56′ 10″ N, 9° 43′ 33″ O | Backhaus                 |              | 32776070 | BW   |
| Riepe 10 52° 56′ 11″ N, 9° 43′ 34″ O | Speicher                 |              | 32776240 | BW   |
| Riepe 10 52° 56′ 10″ N, 9° 43′ 34″ O | Vorratskeller            |              | 32773233 | BW   |
| Riepe 11 52° 55′ 22″ N, 9° 43′ 18″ O | Speicher                 |              | 32771996 | BW   |

### Vierde
| Lage                                  | Bezeichnung              | Beschreibung                                      | ID       | Bild |
| ------------------------------------- | ------------------------ | ------------------------------------------------- | -------- | ---- |
| Klint 8 52° 52′ 50″ N, 9° 43′ 1″ O    | Speicher                 |                                                   | 32770094 | BW   |
| Klint 8 52° 52′ 49″ N, 9° 43′ 2″ O    | Wohn-/Wirtschaftsgebäude |                                                   | 32772423 | BW   |
| Klint 9 52° 52′ 49″ N, 9° 43′ 5″ O    | Wohn-/Wirtschaftsgebäude |                                                   | 32773164 | BW   |
| Vierde 3 52° 53′ 2″ N, 9° 44′ 7″ O    | Speicher                 |                                                   | 32772888 | BW   |
| Vierde 4 52° 53′ 1″ N, 9° 44′ 4″ O    | Hof                      | nicht mehr im Denkmalatlas verzeichnet (03.10.21) |          | BW   |
| Vierde 11 52° 52′ 57″ N, 9° 44′ 1″ O  | Wohn-/Wirtschaftsgebäude |                                                   | 32773317 | BW   |
| Vierde 11 52° 52′ 57″ N, 9° 43′ 59″ O | Speicher                 |                                                   | 32773340 | BW   |